# Brüder / Kino Karlshorst
Brüder / Kino Karlshorst ist eine Doppelveröffentlichung des Projektes Rummelsnuff des Berliner Künstlers Roger Baptist. Es besteht aus der DVD Kino Karlshorst, die alle bisher veröffentlichten Musikvideos des Künstlers umfasst, sowie der EP Brüder. Das Album erschien am 21. Januar 2011 auf dem Independent-Label Out of Line.

## Kino Karlshorst
Die DVD beinhaltet Musikvideos zu zwölf Liedern des Albums Halt durch! und zu drei Liedern des Albums Sender Karlshorst. Daneben befinden sich drei weitere Videos sowie ein Making of auf der DVD. Der Titel lehnt sich an das Vorgängeralbum an.

### Titelliste
| Nr. | Name                             | Länge | Regisseur                 | Jahr                      | Bemerkungen                                                            |  |
| --- | -------------------------------- | ----- | ------------------------- | ------------------------- | ---------------------------------------------------------------------- |  |
| 1.  | Lauchhammer                      | 4:45  | Sven Rebel                | Mai 2005                  |                                                                        |  |
| 2.  | Halt' durch! (Kpt. Version)      | 3:24  | Joggy Müller              | November 2006             |                                                                        |  |
| 3.  | Halt' durch!                     | 3:44  | Edammer                   | März 2008                 | Gast: Qno Kunze                                                        |  |
| 4.  | Sliwowitz                        | 4:26  | Edammer                   | September 2006            | Gast: Ray van Zeschau                                                  |  |
| 5.  | Halbstark und laut               | 3:37  | Joggy Müller              | Dezember 2006             | Gast: Roman Shamov                                                     |  |
| 6.  | Ringen                           | 4:44  | Joggy Müller              | April 2007                | Gast: Matthias Fromm                                                   |  |
| 7.  | Ringen (Olympia Version)         | 4:20  | Thomas Mützel             | Juli 2007                 | Gast: Matthias Fromm                                                   |  |
| 8.  | Kumpel Glück auf                 | 3:55  | Liveaufnahme              | 2007                      | Band: Toddy Scheel (Bass), Ralph Qno Kunze (Schlagzeug)                |  |
| 9.  | Hammerfest                       | 3:49  | Edammer                   | September 2007            | Gäste: Kathrin Wedekind, Markus Bräuer                                 |  |
| 10. | Vollnarkose                      | 3:54  | Joggy Müller              | Oktober 2007              | Gäste: Roman Shamov, Uwe Salzl, Michael Gleich                         |  |
| 11. | Mongoloid                        | 3:42  | Rummelsnuff, Joggy Müller | Februar 2008              | Devo-Cover                                                             |  |
| 12. | Der Hund                         | 4:32  | Rummelsnuff               | Sommer und Winter 2009/10 | Gast: Abu, der Hund                                                    |  |
| 13. | Nathalie                         | 3:50  | Edwin Brienen             | Februar/März 2009         | Gilbert-Bécaud-Cover, inklusive Originalmaterial, Gast: Laura Tonke    |  |
| 14. | Freier Fall                      | 4:05  | Miron Zownir              | Februar 2010              | diverse Gäste, unter anderem King Khan, Gloria Viagra, Thomas Hemstad… |  |
| 15. | Salzig schmeckt der Wind         | 4:35  | Jörg Müller               | Juni 2010                 | Gäste: Lola Promilla, Olaf Opitz, Ulf Soltau, Leif Kramps              |  |
| 16. | Der Schlag                       | 4:40  | Edammer                   | September 2005            | Gäste: Qno Kunze                                                       |  |
| 17. | König aller Geister feat. Shamov | 4:45  | Jörg Müller               | Januar 2007               |                                                                        |  |
| 18. | Das Fest                         | 3:26  | Joggy Müller              | 2009                      | Szenen der Tour 2009                                                   |  |
| 19. | Making of                        | 11:16 | Diverse                   |                           | Making of zu Halt durch, Halbstark und laut, Ringen und Vollnarkose    |  |

(Titel 1–12: Album Halt durch!
Titel 13–15: Sender Karlshorst
Titel 16–19: Extras)

## Brüder
Die Extended Play beinhaltet fünf Lieder, darunter zwei Coverversionen. Dabei handelt es sich um Bonnie and Clyde, im Original von Serge Gainsbourg und in Französisch gesungen, sowie The Partisan, ein Lied von Anna Marly und Emmanuel d’Astier de la Vigerie aus der Résistance. Die hier verwendete englische Version von Hy Zaret und Maurice Druon wurde durch Leonard Cohen populär. Neu sind die Lieder Brüder und Rolling Home. Letzteres verwendet Motive des gleichnamigen Seemansliedes. La Rochelle war bereits bekannt vom Album Sender Karlshorst und ist hier in einer „Stromlosen Variante“ (also als Akustikversion) vertreten. Ein Musikvideo zu Brüder ist der EP beigefügt. Die EP ist als Download alleine erhältlich, ansonsten nur mit der DVD zusammen erwerbbar.

## Titelliste
| Nr. | Name                                 | Länge | Autor(en)                                                            | Bemerkungen |
| --- | ------------------------------------ | ----- | -------------------------------------------------------------------- | --- |
| 1.  | Brüder                               | 3:00  | Roger Baptist                                                        | |
| 2.  | Rolling Home                         | 3:27  | Roger Baptist                                                        | Gitarre: J.B. Gouthier, Stimm- und Pfeifsamples: Christian Asbach                                                  |
| 3.  | La Rochelle (Stromlose Variante)     | 4:14  | Roger Baptist                                                        | Zupfinstrumente, Perkussion, Hintergrundgesang: Olaf Opitz, Akkordeon: Stefan Dawa Wittmütz, Fagott: Roger Baptist |
| 4.  | Bonnie and Clyde feat. Valerie Renay | 4:17  | Serge Gainsbourg                                                     | |
| 5.  | The Partisan feat. Christian Asbach  | 4:13  | Anna Marly, Emmanuel d’Astier de la Vigerie, Maurice Druon, Hy Zaret | |